# Penthetria integroneura
Penthetria integroneura är en tvåvingeart som beskrevs av Skartveit 2009. Penthetria integroneura ingår i släktet Penthetria och familjen hårmyggor. Inga underarter finns listade i Catalogue of Life.